# Мои соседи Ямада
Мои соседи Ямада (яп. ホーホケキョとなりの山田くん Хо:хокэкё тонари но Ямада-кун, букв. «Наши соседи — семья Ямада») — полнометражный аниме-фильм режиссёра Исао Такахаты, выпущенный 17 июля 1999 года студией Гибли. Продюсером стал Тосио Судзуки. Это семейная комедия, нарисованная в комическом утрированном стиле, несвойственном всем другим фильмам студии Гибли. Фильм основан на ёнкома-манге «Ноно-тян» художника Хисаити Исии. Это первый фильм студии Гибли, нарисованный полностью на компьютере.
Несмотря на достойные рецензии, фильм оказался не очень успешным в японском прокате. В США картина была выпущена на DVD в 2005 году.

## Название
Первое слово оригинального названия Хохокэкё (яп. ホーホケキョ хо:хокэкё) является ономатопеей для обозначения крика одной из «трёх знаменитых певчих птиц» Японии короткокрылой камышовки. Эта птица появляется в фильме вместе с названием и щебечет характерным образом. С этим связан другой вариант перевода названия аниме на русский: Чирик-чирик, наши соседи — семья Ямада. Присутствие этого слова в названии объясняется тем, что все анимационные фильмы Такахаты содержат в названии слово, начинающееся со слога «Хо» (также может преобразовываться в «По»).

## Сюжет
Фильм рассказывает об особенностях жизни и бытовых приключениях японской семьи Ямада — муже Такаси, жене Мацуко, её матери Сигэ, старшем сыне Нобору и младшей дочери Ноноко. Несмотря на комичность подачи и японский колорит, демонстрируемые ситуации понятны не только японцам. Сюжет состоит из отдельных, не связанных непрерывным повествованием, эпизодов, каждый из которых состоит из одной или нескольких коротких историй. Каждый эпизод посвящён одному члену семьи или рассказывает о взаимоотношениях между двумя героями.

### Эпизоды
- Пролог — Представление членов семьи Ямада, их характеров, перетекающее в ассоциированный свадебному поздравлению и напутствию молодожёнов Ямада видеоряд.
- Семейный кризис — История о том, как семья забыла Ноноко в торговом центре, но та не растерялась и даже помогла другому потерявшемуся ребёнку поменьше, а сама уехала со знакомой тётей, чем заставила всех сильно поволноваться.
- Прелести быта Ямада — Шесть маленьких историй, центральным героем которых является Мацуко — нерасторопная, рассеянная и хитроватая домохозяйка.
- Семейная жизнь в стиле Ямада — Шесть сцен об отношениях и взаимопонимании супругов Ямада.
- Мужские взаимоотношения — Четыре сцены о взаимоотношениях отца с сыном, проблемах понимания разных поколений.
- Восстановление родительского авторитета — Три сцены о том, как Такаси пытается поучать Нобору, но делает это неуклюже.
- Отец — пример для подражания — Сценка о том, как сложно Такаси добиться понимания со стороны семьи.
- Семейные хроники Ямада — Ещё три сцены о главе семьи и его авторитете.
- Совершенная комбинация — История о том, как Мацуко и Сигэ пытаются перехитрить друг друга.
- Завтрак чемпионов — Четыре сценки про то, как Мацуко не сильно утруждает себя, готовя еду для семьи.
- Имбирное утро — История о том, как Мацуко добавляла в еду слишком много имбиря, растущего в саду у дома, в результате чего у всей семьи возникли проблемы с памятью.
- Сожаление — Сценка про то, как Мацуко заснула, пытаясь слушать классическую музыку.
- Искусство недолговечно, а жизнь длинна — Три истории про Сигэ и то, как она воспринимает свою старость.
- Мудрость приходит с возрастом, но возраст быстрее — История про Нобору и о его проблемах с учёбой.
- Юность — Продолжение рассказа про Нобору, история о неожиданно пришедшей влюблённости.
- Семейные хроники Ямада — Сцена об отношении супругов.
- Все по-своему — Три сценки о Сигэ, её восприятии мира и неуёмной энергии.
- Борьба за справедливость — Продолжение истории с Сигэ в главной роли и о её методах решения проблем. Заканчивается мечтами Такаси стать супергероем — Лунным гонщиком.
- Ямада — глава отдела — Пять историй о кормильце семьи Такаси.
- Заключение — Все исполняют песню Que será será на японском языке. Пение перемежается ещё несколькими сценками.

## Список персонажей
Такаси Ямада (яп. 山田たかし Ямада Такаси) — Отец, глава семейства, сильно устающий на работе, не слишком успешный руководитель отдела компании.
Мацуко Ямада (яп. 山田まつ子 Ямада Мацуко) — Мать, погруженная в быт, несколько ленивая и рассеянная, полноватая домохозяйка.
Нобору Ямада (яп. 山田のぼる Ямада Нобору) — Сын, старший ребёнок в семье, старшеклассник, сталкивающийся с проблемами в учёбе.
Ноноко Ямада (яп. 山田のの子 Ямада Ноноко) — Дочь, которая учится в третьем классе начальной школы, очень жизнерадостный ребёнок.
Сигэ Ямано (яп. 山野しげ Ямано Сигэ) — Бабушка, мать Мацуко, сварливая, но полная жизненных сил старушка 70 лет.
Поти (яп. ポチ) — Пёс, молчаливый и апатичный семейный любимец.

## Озвучивание ролей
Сэйю:
- Хаято Исобата — Нобору
- Масако Араки — Сигэ
- Наоми Уно — Ноноко
- Тору Масуока — Такаси
- Юкидзи Асаока — Мацуко
- Акико Яно — учительница Фудзихара
- Косандзи Янагия — чтец хайку

А также: Тамао Накамура, Мияко Тётё, и другие.

## Награды
Лента «Мои соседи Ямада» выиграла Приз за превосходство в категории анимация на Японском фестивале медиаарта (яп. 文化庁メディア芸術祭) в 1999 году.

## Производство
Такахата хотел, чтобы графика в фильме выглядела как акварель. Для этого ему пришлось отказаться от традиционной техники перекладки в пользу компьютерной графики, что сделало «Мои соседи Ямада» первым фильмом студии Гибли, нарисованным и анимированным полностью на компьютере.